# DJ Krush
DJ Krush (яп. 石 英明, Иси Хидеяки) — японский музыкальный продюсер и диджей.

## Биография
Родился в июле 1962 года в Токио.
Бросил школу в раннем возрасте и присоединился к местной банде, а несколько лет спустя — к якудза. В начале своей карьеры в качестве подчинённого якудза Иси обнаружил на своём столе отрубленный палец, завёрнутый в бумагу. Позже, узнав, что палец принадлежал другу, он решил покинуть якудза и разорвать связи с преступным миром. Иcи решил заняться диджеингом после просмотра фильма «Дикий стиль» в 1983 году. «Когда я открыл для себя фильм „Дикий стиль“ в 1983 году, я нашёл то, чем действительно хотел заниматься, — выразить себя», — сказал он в интервью 2015 года. «Брейкинг, граффити, рэп, диджей… Мне всегда нравилась музыка, поэтому я выбрал диджея. Моё тело не создано для брейкинга, диджеинг был для меня тем, что мне нужно».

## Музыкальная карьера

### Krush Posse
В 1987 году Краш основал группу Krush Posse.

## Сольный период карьеры
Сольная карьера Краша началась после распада его группы в 1992 году. После выхода в январе 1994 первого альбома «Krush» музыкант выпустил большое количество пластинок в Японии, Европе, США и во всем остальном мире. Шестой альбом музыканта «Zen» получил награду AIFM Awards в США как «Лучший электронный альбом года».
Помимо своей деятельности в качестве продюсера, автора ремиксов и диджея, Краш создаёт музыку к кинофильмам, телесериалам, рекламе, проводит живые сессии с музыкантами из различных стран.
В 2004 Краш спродюсировал саундтрек к документальному фильму знаменитого японского фотографа Араки, который получил название «Arakimentari». Картина была высоко оценена зрителями на независимых кинофестивалях в США и получила приз зрительских симпатий на международном кинофестивале в Бруклине.
Весной 1998 вместе с японскими диджеями DJ Hide и DJ Sak Краш основал проект «RYU». Альбом проекта, в записи которого также приняли участие нигерийские перкуссионисты и японские рэперы, был выпущен компанией Polydor Japan.

## Музыкальный стиль
Помимо того, что Иси считается одним из пионеров японского хип-хопа, он зарекомендовал себя как один из самых уважаемых артистов и продюсеров в индустрии хип-хопа как в Японии, так и за рубежом. Придя в индустрию, Иси своими экспериментальными битами и инструментальным звучанием изменил облик хип-хопа в то время, когда в нём доминировала американская рэп-сцена. Он не хочет отождествлять свою музыку с каким-либо конкретным жанром, поскольку это ограничит его слушателей и его таланты. Его музыку характеризовали как эмбиент, трип-хоп, их комбинацию и хип-хоп. DJ Krush предпочитает проявлять идеологическую дистанцию от жанров, к которым он обычно принадлежит, сохраняя при этом здоровое понимание всех музыкальных форм и стилей. Тем не менее, в целом он признает, что ему больше ближе музыкальный андеграунд, чем мейнстрим. «Хип-хоп в Японии разделен на две части: мейнстрим и андеграунд», — говорит он. «В андерграунде интереснее, и я чувствую себя здесь комфортно».

## Дискография

### Альбомы
- Strictly Turntablized (1994, Mo' Wax MW025)
- Krush (1995, Shadow Records)
- Meiso (1996, Mo' Wax MW029)
- MiLight (1997, Mo' Wax MW077)
- Back in the Base (1997, Hancuts, 2CD Set, other CD Coldcut & DJ Food)
- Kakusei (1999, Sony/Columbia)
- Code4109 (2000)
- Zen (2001, Red Ink)
- The Message at the Depth (2003, Sony/Columbia)
- Jaku (2004, Sony/Columbia)
- OuMuPo 6 (2007)
- Butterfly Effect (2015)
- Kiseki (2017)
- Cosmic Yard (2018)
- Trickster (2020)
- Saisei (2024)

### Синглы

#### Mo’Wax
- Lost And Found / Kemuri 12" (совместно с DJ Shadow, MW024)
- A Whim / 89.9 Megamix 12" (совместно с DJ Shadow, MW033)
- Meiso 12" (MW042)
- Headz 2 Sampler 12" (совместно с Zimbabwe Legit, MW052)
- Only The Strong Survive 12" (MW060)[8]

### Ремиксы
- Rebore Vol.3 Dj Krush Giga Mix A remix of the Boredoms

### Микстейпы
- Holonic-The Self Megamix (1997, Mo' Wax MW088)
- Code4109 (2000)

### Сборники
- ColdKrushCuts — DJ Krush + DJ Food + Coldcut (1997)
- Reload-The Remix Collection (2001)
- Stepping Stones — The Self Remixed Best: Lyricism (2006)
- Stepping Stones — The Self Remixed Best: Soundscapes (2006)

### Сотрудничество
- Bad Brothers (1994) (совместно с Ронни Джорданом)
- Ki-Oku (1996) (совместно с Toshinori Kondo)
- Ryu (1999) (with DJ Hide & DJ Sak)
- sweetest coma again feat.DJ Krush  (2000) (совместно с LUNA SEA)
- Kiss feat.DJ Krush  (2000) (совместно с LUNA SEA)
- Zero Landmine (2001) (совместно с Рюити Сакамото и другими)
- Blue Fantasy DJ Krush Remix (2002) (совместно с Тэцуя Комуро)
- 2007-2011 Bill Laswell представляет Tokyo Rotation, turntable-сессию с Dj Krush.
- 2009 Method of Defiance, DJ Krush вместе с Bill Laswell live.

### DVD
- Suimou Tsunenimasu (2007)/History of DJ Krush